# Biturix intactus
Biturix intactus är en fjärilsart som beskrevs av Walker 1855. Biturix intactus ingår i släktet Biturix och familjen björnspinnare. Inga underarter finns listade i Catalogue of Life.